# Temocillin
A temocillin szűk spektrumú (Gram-negatív baktériumok elleni) antibiotikum. E baktériumcsoport a tapasztalatok szerint nem válik rezisztenssé a temocillinnel szemben.
A vizeletkiválasztó rendszer fertőzései, vérárammal terjedő fertőzések (szepszis) és tüdőgyulladás ellen alkalmazzák.

## Hatásmód
A baktériumok a gyógyszereket semlegesítő enzimek előállításával érik el a rezisztenciát. Ezen enzimek közül a temocillinre
hatástalanok a klasszikus, a kiterjesztett hatású és AmpC-típusú β-laktamáz enzimek.
A temocillin hátránya, hogy nem hat a Gram-pozitíve organizmusokra, a Pseudomonas(en) nemzetségbe tartozó baktériumokra és anaerob fertőzések(en) ellen.

## Mellékhatások, ellenjavallatok
A temocillin ellenjavallt penicillinérzékenyek számára. Ugyancsak ellenjavallt a perisztaltikát(en) gátló gyógyszerek szedése.
A β-laktám típusú antibiotikumok néha vérzéseket okoznak, melyek sokszor véralvadás-tesztekkel ismerhetők fel, és gyakoribbak veserendellenességben szenvedő betegeknél. Ha vérzés előfordul, a kezelést meg kell szakítani. Ugyancsak előfordul bőrpír vagy csalánkiütés, vagy fájdalom a beadást helyén.
Az antibiotikumok gyakran okoznak hasfájást, hányingert, hányást, bár a temocillin esetén állatkísérletekben nem tapasztaltak Clostridium difficile-fertőzést. Ennek ellenére súlyos esetben javasolt a teomicillin felfüggesztése, és a megfelelő kezelés (pl. szájon át adott metronidazol vagy vankomicin(en) formájában).
Minden antibiotikumnál számításba kell venni az antibiotikum-rezisztencia és az ezzel járó felülfertőződés lehetőségét, különösen megismételt kezeléskor.
Alacsony kálium-szintű betegeknél rendszeres ellenőrzés szükséges a hipokalémia(en) elkerülésére.

## Adagolás
A szokásos adag felnőtteknél 12-óránként 1–2 g. Vesebetegség esetén az adagot csökkenteni kell, mivel a temocillin legnagyobb része változatlan formában ürül a vizelettel. Dialízis esetén annak gyakoriságához kell igazítani az adagolást.
A temocillin beadható lassú intravénás vagy izomba adott injekció, vagy 30–40 percig tartó intravénás infúzió formájában. Fehér vagy halványsárga por alakjában forgalmazzák, melyet az alkalmazás előtt fel kell oldani.

## Készítmények
A nemzetközi gyógyszerkereskedelemben:
- ISF 09338
- Negaban
- Temopen

Magyarországon nincs forgalomban.